# Theo Corbeanu
Theodor Alexander „Theo“ Corbeanu (* 17. Mai 2002 in Hamilton, Ontario) ist ein kanadisch-rumänischer Fußballspieler, der als Leihspieler der Wolverhampton Wanderers beim FC Granada spielt.

## Karriere

### Verein
Corbeanu begann seine fußballerische Ausbildung beim Toronto FC in Kanada. 2018 wechselte er zunächst in die Jugendabteilung der Wolverhampton Wanderers. 2020 erhielt er einen Vertrag bei der U23-Mannschaft. In der Saison 2018/19 spielte er insgesamt 14 Mal für die U18 und schoss dabei ein Tor. In der Folgesaison schoss er sechs Tore für die U18 und kam zudem das erste Mal in der Premier League 2 zum Einsatz. In der Spielzeit 2020/21 kam er zu 25 Amateureinsätzen und schoss dabei sieben Tore für die U23. Am 16. Mai 2021 (36. Spieltag) debütierte er für die Profis in der Premier League, als er gegen Tottenham Hotspur spät eingewechselt wurde. Für die gesamte Saison 2021/22 wurde er an Sheffield Wednesday in die League One verliehen. Am 28. August 2021 (5. Spieltag) wurde er eine halbe Stunde vor Schluss gegen den FC Morecambe in der Liga eingewechselt und gab somit sein Debüt für seinen Leihklub. Am 2. November 2021 (6. Spieltag, nachgeholt) stand er in der Startelf und schoss sein erstes Tor und gab zudem eine Vorlage bei einem 3:0-Sieg über den AFC Sunderland. Bis Anfang Januar spielte er 13 Mal in der Liga und traf zweimal.
Noch in der Winterpause wurde seine Leihe jedoch abgebrochen, er wurde jedoch direkt weiter verliehen, an die Milton Keynes Dons. Ende Juli 2022 folgte eine weitere Leihe, dieses Mal an den Zweitligisten FC Blackpool. Im Januar 2023 wechselte er leihweise bis zum Ende der Spielzeit zum deutschen Zweitligisten Arminia Bielefeld. Im Sommer 2023 schloss sich dann erst eine Leihe zum Grasshopper Club Zürich und in der Winterpause zum FC Granada an.

### Nationalmannschaft
Zwischen 2017 und 2019 kam er insgesamt zu 13 Einsätzen für rumänische Juniorennationalmannschaften.
Am 26. März 2021 debütierte er gegen Bermuda in der Qualifikation zur WM 2022 für die kanadische A-Nationalmannschaft und traf bei dem 5:1-Sieg direkt das erste Mal. Beim Gold Cup 2021 schied seine Mannschaft im Halbfinale aus und kam zu drei Einsätzen und einem Tor.